# Fructo-oligosaccharide
 (avril 2015).
Si vous disposez d'ouvrages ou d'articles de référence ou si vous connaissez des sites web de qualité traitant du thème abordé ici, merci de compléter l'article en donnant les références utiles à sa vérifiabilité et en les liant à la section « Notes et références ».

Structure représentative des fructo-oligosaccharides

Les fructo-oligosaccharides, parfois appelés oligofructoses, sont des fructanes d'oligosaccharides. Ils sont préparés :
- par hydrolyse de l'inuline (polymère de fructose) ;
- à partir du saccharose, par l'action d'une enzyme, la fructosyltransférase.

Ils sont utilisés pour leurs propriétés de prébiotiques. Ils facilitent le développement des probiotiques, qui ont un effet préventif du cancer colorectal, anti-infectieux intestinal, immunostimulant et hypocholestérolémiant.
De plus, ils procurent une sensation de matière grasse et un goût de sucre sans les aspects négatifs.
Les suppléments de fibres solubles doivent être pris avec prudence car une consommation excessive entraîne un dysfonctionnement intestinal et induit même une inflammation intestinale.
Cependant, ces allégations sont nuancées depuis 2012 par l'EFSA (European Food Safety Authority) et la Commission Européenne qui après examen ont interdit la vente de compléments alimentaires en contenant, sous des prétentions excessives quant à leurs propriétés notamment prébiotiques, protectrices en cas de cholestérol ou encore protectrices de l'immunité chez les bébés.